# Eye Candy
Eye Candy es una serie de televisión estadounidense de género dramático creada por Catherine Hardwicke y Jason Blum, basada en la novela homónima de R. L. Stine. La serie es protagonizada por Victoria Justice y se centra en Lindy Sampson, una solitaria hacker cuyo blog expone de todo, desde planes terroristas hasta presuntos asesinos. Fue estrenada el 12 de enero de 2015. El 18 de abril de 2015 se anunció que la serie no renovaría por una segunda temporada.

## Argumento
Después de ser animada por su compañera de cuarto, Sophia, para buscar citas por internet, Lindy, una joven hacker, se convierte en el blanco de un peligroso acosador cibernético y asesino en serie, quien se obsesiona con ella. Lindy acude a la Unidad de Delitos Cibernéticos del Departamento de Policía de Nueva York para capturar al asesino, colaborando ella también en la investigación, utilizando su especial habilidad, hackeando sistemas junto a su amigo y compañero de trabajo, George.

## Elenco

### Personajes principales
- Victoria Justice como Lindy Sampson.
- Casey Deidrick como el detective Tommy Calligan.
- Kiersey Clemons como Sophia Preston.
- John Garet Stoker como Connor North.
- Harvey Guillen como George Reyes.

### Personajes recurrentes
- Ryan Cooper como Jake Bolin.
- Melanie Nicholls-King como Catherine Shaw.
- Eric Sheffer Stevens como Hamish Stone.
- Marcus Callender como el detective Marco Yeager.
- Rachel Kenney como la detective Pascal.
- Theodora Woolley como Tessa Duran.
- Nils Lawton como Reiss Hennesy.

### Invitados especiales
- Daniel Lissing como Ben Miller.
- Jordyn DiNatale como Sara Sampson.
- David Carranza como Peter.
- Peter Mark Kendall como Bubonic.
- Taylor Rose como Amy Bryant.
- Daniel Flaherty como Max Jenner.
- Erica Sweaney como Julia Becker.
- Ted Sutherland como Jeremy.
- Erin Wilhelmi como Erika Williams.

## Episodios
| N.º (serie) | Título | Director        | Guionista(s)                    | Primera emisión       | Audiencia (en millones) |
| --- | ------ | --------------- | ------------------------------- | --------------------- | ----------------------- |
| 1 | «K3U»  | Russel Mulcahy  | Christian Taylor & Emmy Grinwis | 12 de enero de 2015   | 0.59                    |
| Recién puesta en libertad condicional, Lindy celebra su nueva libertad con sus mejores amigos, que también son un grupo de hackers informáticos de Internet como ella. Lindy tiene una cuenta en una aplicación llamada "Flirtual", con el seudónimo 'Eye Candy' (Ojos Dulces), cuando sus amigos quieren que disfrute el comienzo de su nueva vida con alguien especial. Pero, más tarde, Lindy se da cuenta de que alguien la está siguiendo, y descubre que un acosador se ha interesado por su perfil en línea. Lindy intenta usar sus habilidades de hacker para su ventaja, pero esta persona anónima se muestra más fuerte y más retorcida de lo que había pensado al principio, y a la vez resulta ser también un asesino serial. Lindy y sus amigos deciden unirse para evitar que el asesino vuelva a atacar, mientras también buscan a Sara, la hermanq desaparecida de Lindy, en las calles de Nueva York. |        |                 |                                 |                       |                         |
| 2 | «BRB»  | Russell Mulcahy | Christian Taylor                | 19 de enero de 2015   | 0.63                    |
| Lindy decide encontrar al asesino de Ben. Y el detective Connor hace todo lo posible para que no se entrometa en su camino. |        |                 |                                 |                       |                         |
| 3 | «HBTU» | Scott Speer     | Meredith Glynn                  | 26 de enero de 2015   | 0.52                    |
| Lindy se preocupa aún más cuando ocurre otra trágica muerte, y está más que decida a encontrar al asesino/acosador. |        |                 |                                 |                       |                         |
| 4 | «YOLO» | Scott Speer     | Deanna Kizis                    | 2 de febrero de 2015  | 0.60                    |
| Lindy y Tommy investigan la desaparición de 5 adolescentes y su búsqueda los lleva a un lugar inesperado. |        |                 |                                 |                       |                         |
| 5 | «IRL»  | Nathan Hope     | Robert Port                     | 9 de febrero de 2015  | 0.62                    |
| Un magnate de los medios organiza una fiesta para fomentar a los ciudadanos que no teman a la ola de asesinatos. |        |                 |                                 |                       |                         |
| 6 | «ICU»  | Nathan Hope     | Emmy Grinwis                    | 16 de febrero de 2015 | 0.71                    |
| Lindy ayuda a Tommy a detener a un hacker que está en un hospital, y para lograrlo se deben convertir en pacientes. |        |                 |                                 |                       |                         |
| 7 | «SOS»  | David Platt     | Adam Lash & Cori Uchinda        | 23 de febrero de 2015 | 0.60                    |
| Una pareja es atacada en un apartamento que compraron por internet, y Jake pide a Lindy si puede ayudarlo. |        |                 |                                 |                       |                         |
| 8 | «AMA»  | David Platt     | Meredith Glynn                  | 2 de marzo de 2015    | 0.58                    |
| Lindy y Tommy deberán entrar en lo más profundo del internet. |        |                 |                                 |                       |                         |
| 9 | «FYEO» | Martha Mitchell | Emmy Grinwis                    | 9 de marzo de 2015    | 0.53                    |
| Lindy investiga el secuestro de su hermana, pidiéndole ayuda a Jake. |        |                 |                                 |                       |                         |
| 10 | «A4U»  | Martha Mitchell | Christian Taylor                | 16 de marzo de 2015   | 0.54                    |
| La búsqueda de Lindy por su hermana la lleva a una tumba de una persona muerta sin identificar y no reclamado. |        |                 |                                 |                       |                         |

## Desarrollo

### Producción
El 12 de septiembre de 2013, MTV ordenó la realización de un piloto de un thriller cibernético basado en la novela Eye Candy, escrita por R. L. Stine. El piloto fue escrito por Emmy Grinwis y dirigido por Catherine Hardwicke. El 11 de febrero de 2014, la cadena anunció que recogería el piloto para desarrollar una serie, ordenando 10 episodios y un nuevo piloto.
La producción comenzó el 15 de septiembre de 2014, y finalizó el 20 de diciembre de 2014.
El 18 de abril de 2015 se anunció que MTV había cancelado la serie.

### Casting
El 11 de octubre de 2013, se anunció que Victoria Justice interpretaría a Lindy, una hacker que se convierte en el blanco de un asesino en serie. El 31 de octubre, fue anunciado que Nico Tortorella obtuvo el papel de Tommy, el líder de la unidad de delitos cibernéticos cuya fascinación por Lindy puede ser más que profesional. Mientras tanto, el 6 de noviembre se anunciaron las incorporaciones de Olesya Rulin como Ann-Marie Halliday, la mejor amiga y compañera de cuarto de Lindy; Justin Martin como Tyrone, un ex delincuente juvenil que trabaja en la unidad ayudando a localizar al acosador de Lindy; Harvey Guillen como Juan, un brillante hacker que también está a la caza del acosador, y Lilan Bowden como Page, una joven hacker y miembro de la unidad de delitos cibernéticos.
El 11 de febrero de 2014, con el anuncio de la selección del piloto a serie, también se ordenó la filmación de un nuevo piloto en el que todo el elenco sería cambiado, a excepción de Justice y Guillen.
El 16 de septiembre de 2014, se dio a conocer que Casey Deidrick fue elegido para interpretar a Tommy, mientras dos nuevos personajes serían introducidos: Sophia (Kiersey Clemons), la mejor amiga y compañera de cuarto de Lindy; y Connor (John Garet Stoker), el otro mejor amigo de Sophia y quien comienza a escribir sobre el asesino en serie en su blog.